# إنريكي سنكلير
إنريكي سنكلير (بالإسبانية: Enrique Sinclair)‏ هو عسكري أرجنتيني، ولد في 9 فبراير 1805 في نيويورك في الولايات المتحدة، وتوفي في 17 سبتمبر 1904 في سان إيسيدرو في الأرجنتين.